# Yagerocaris
Yagerocaris is een geslacht van kreeftachtigen uit de klasse van de Malacostraca (hogere kreeftachtigen).

## Soort
- Yagerocaris cozumel Kensley, 1988